# Némedi Lajos (politikus)
Némedi Lajos István (Pápa, 1955. augusztus 20. –) magyar közigazgatási szakértő, politikus.

## Családja, iskolái
Az általános és középiskolát szülővárosában végezte. Közigazgatási okleveleit Budapesten szerezte meg.
Felesége középiskolai tanár Veszprémben. Két felnőtt gyermekük van.

## Politikai pályafutása
1975-tők dolgozik a közigazgatásban, először a végrehajtásban, majd a döntéshozatalban.
A Fidesz – Magyar Polgári Szövetség és a Kereszténydemokrata Néppárt tagja. A 2006-os önkormányzati választáson Veszprém város önkormányzata képviselőtestülete tagja lett, ahol az Oktatási- és Ifjúsági Bizottság elnökeként dolgozott.
2010-től az Újtelepet és a belvárost magában foglaló 10. számú önkormányzati választókerület képviselője, valamint a város működtetéséért felelős alpolgármester lett.
2014. decemberében a Fidesz és a KDNP színeiben indult a Navracsics Tibor távozása miatt megüresedett parlamenti képviselői mandátumra kiírt veszprémi időközi választáson, ahol 44,76%-os részvétel mellett a szavazatok 33,64%-át kapta, ezzel második lett a baloldali pártok által támogatott Kész Zoltán független jelölt mögött (42,66%).